# عبد الحفيظ غوقة
عبد الحفيظ عبد القادر غوقة نائب رئيس المجلس الوطني الانتقالي الليبي والمنحدث الرسمي باسمه ونقيب محامي ليبيا في اتحاد المحامين العرب، وهو نجل السياسي والدبلوماسي الليبي عبد القادر غوقة أمين المؤتمر القومي العربي العام، وقد استقال من منصب نائب رئيس المجلس الوطني الانتقالي يوم 22 يناير 2012 تحت ضغوط من بعض الجهات .

## حياته السياسية
إبان ثورة 17 فبراير, كان عبد الحفيظ غوقة الوجه الإعلامي للمجلس الوطني الانتقالي الذي يرأسه وزير لعدل السابق مصطفى عبد الجليل. وعرف قبل ذلك في عهد معمر القذافي ناشطا حقوقيا في القضايا العامة مثل مجزرة أبو سليم وغيرها.

## إحالات
1. ↑  عبد الحفيظ غوقة لـ (ليبيا اليوم): حضور الزيات إلى ليبيا مثار استغراب ولا أحد يملك التنازل في قضية المصريين المحكومين بالإعدام سوى ولي الدم. نسخة محفوظة 1 يناير 2011 على موقع واي باك مشين.